# Castel Kozel
Castel Kozel (in ceco Zámek Kozel) si trova a Šťáhlavy comune del Distretto di Plzeň-město nella Regione di Plzeň, Repubblica Ceca. Il castello risale al XVIII secolo, viene considerato monumento culturale nazionale. Il castello di Kozel è un esempio unico di residenza feudale rurale neorinascimentale per il livello di conservazione in Boemia.

## Storia

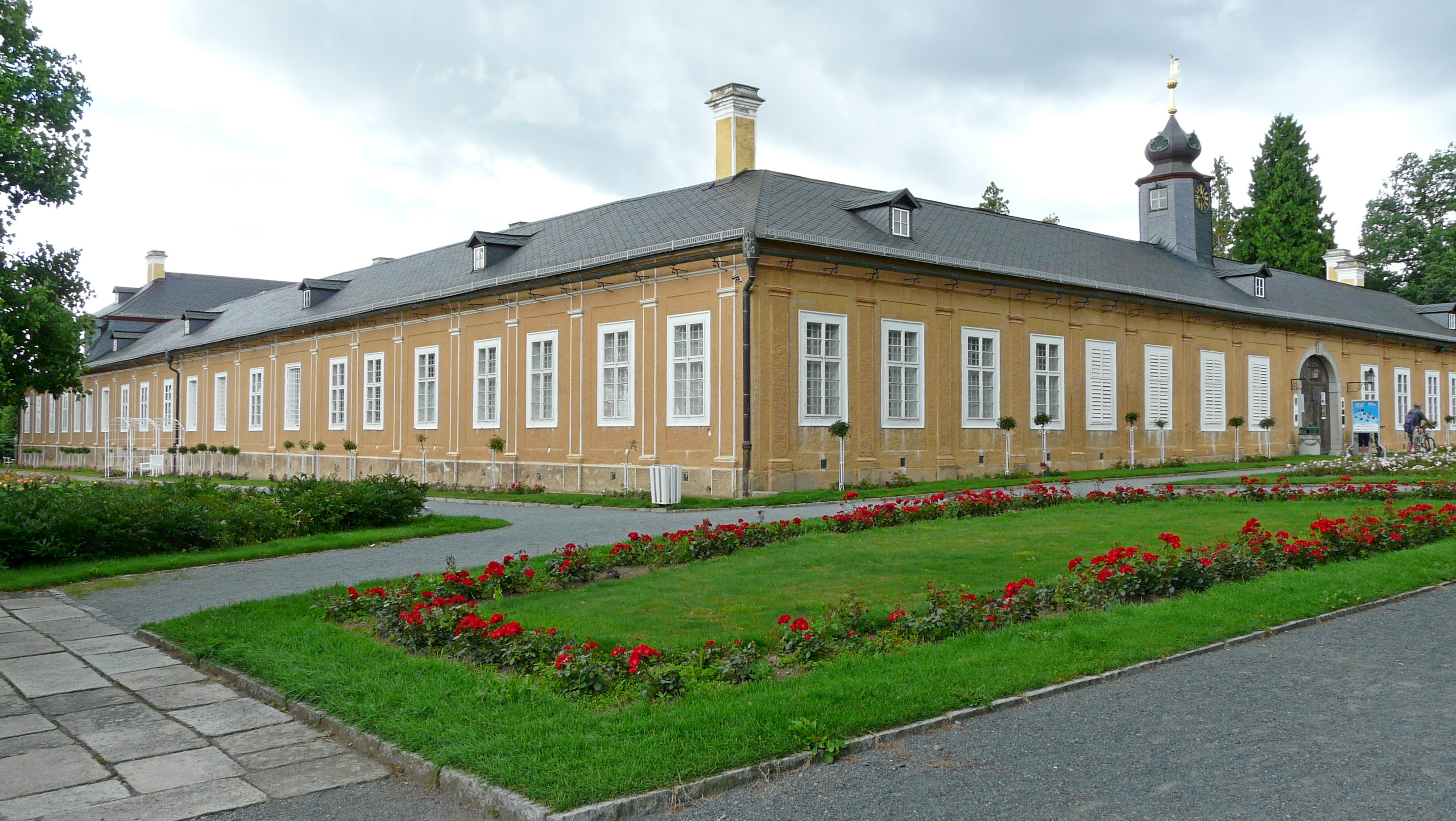
Esterno di castel Kozel

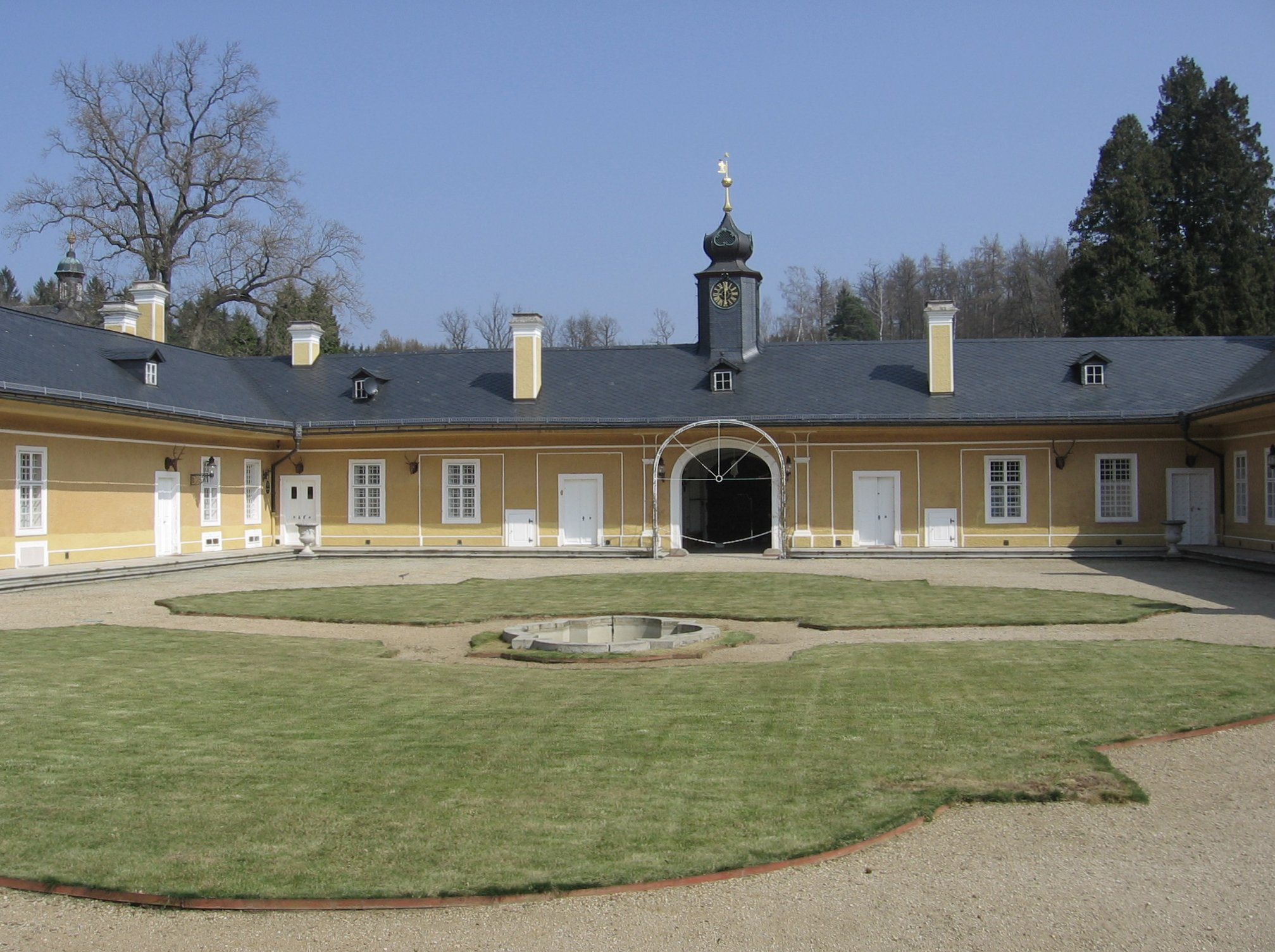
Cortile interno del castello

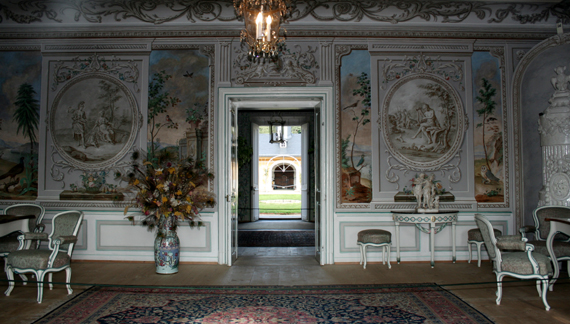
Interno, una stanza affrescata

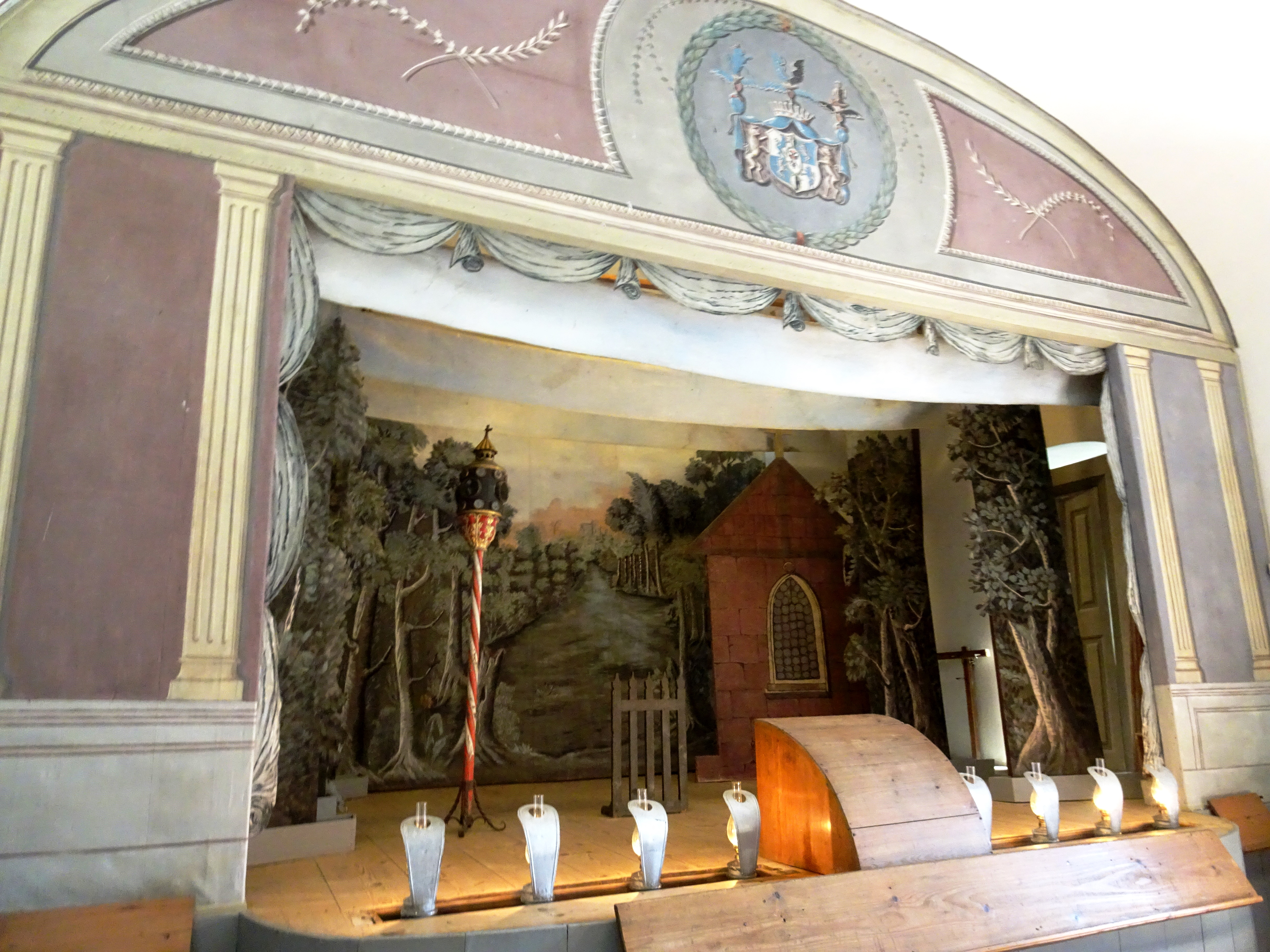
Piccolo teatro nel castello

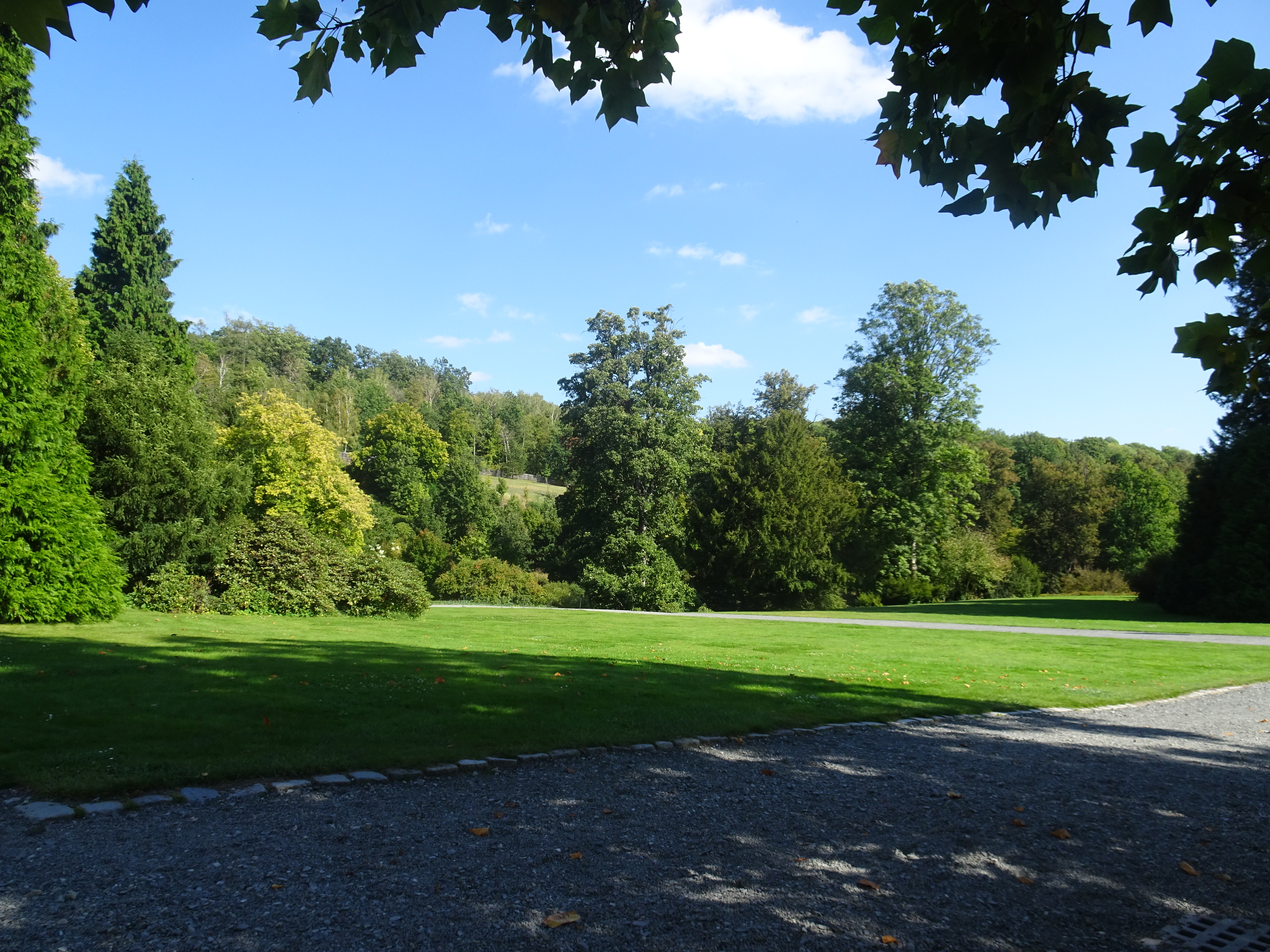
Vista sul grande parco

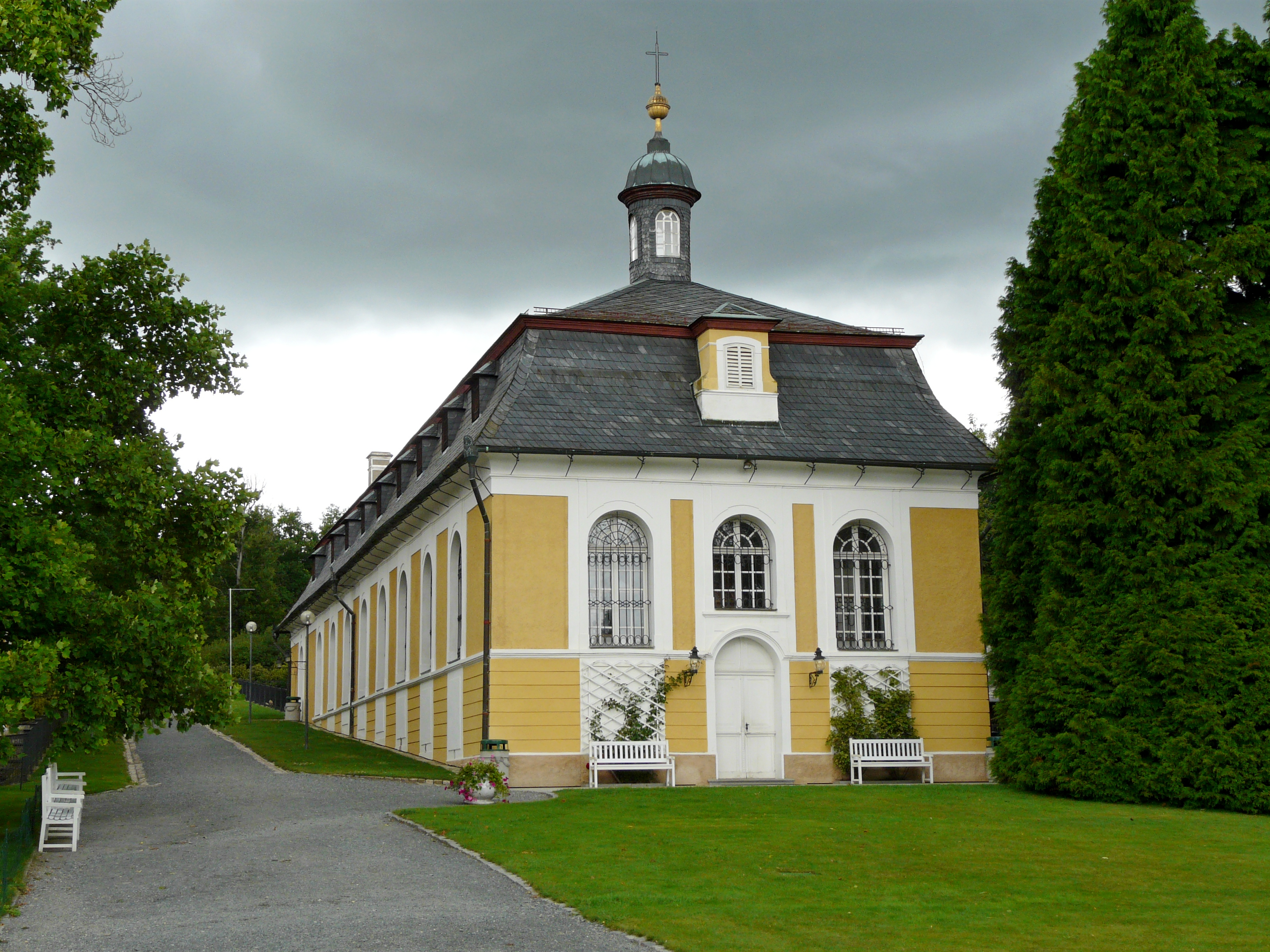
Cappella nobiliare di Santa Croce

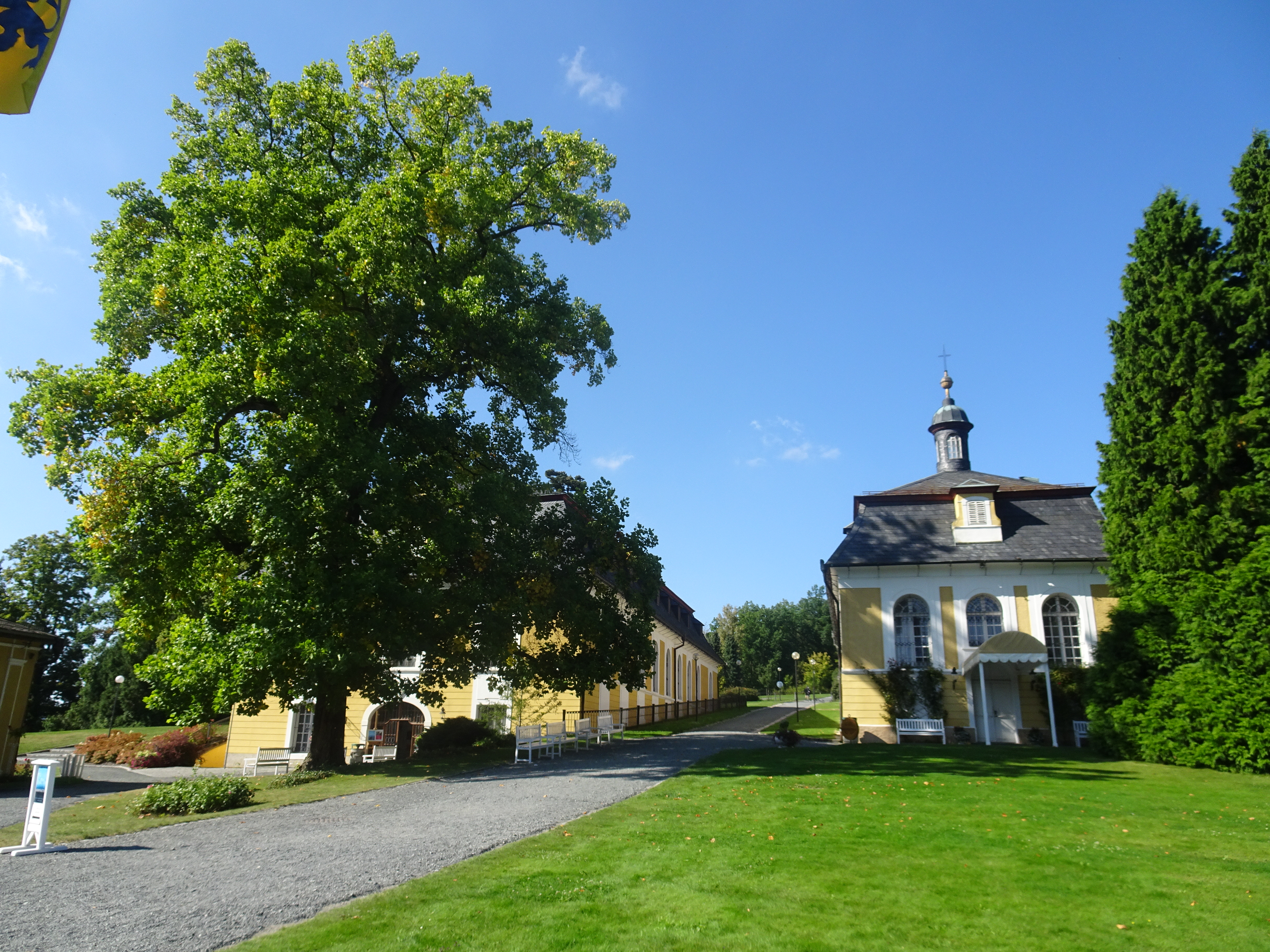
Edifici delle scuderie, legate al maneggio, e cappella nobiliare di Santa Croce

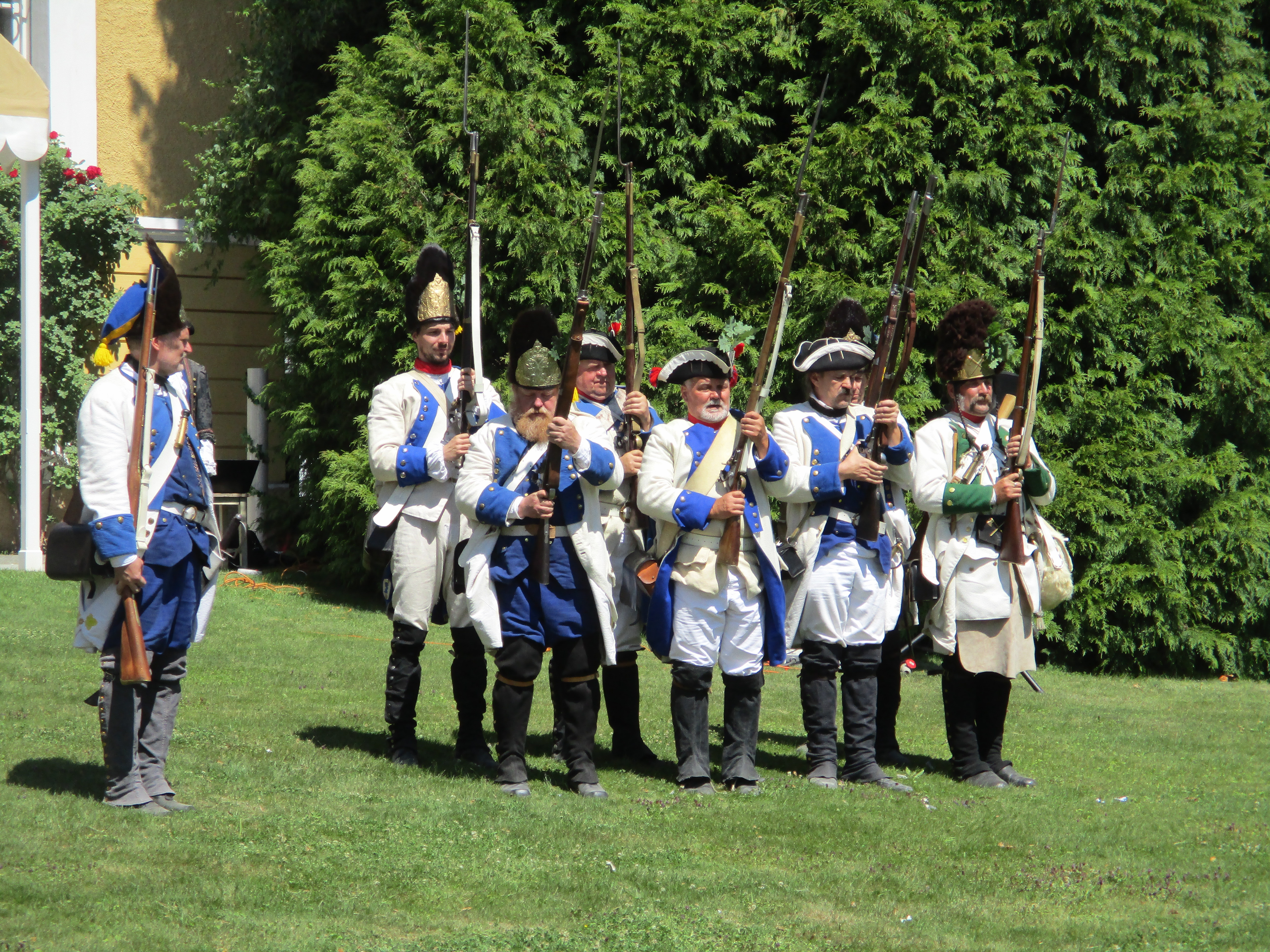
Rievocazione storica negli spazi del castello

Il castello fu costruito sull'allora podere di Štáhlav che era stato acquistato da Antonio Giuseppe Černínová nel 1711 dai creditori dell'indebitato Kokořovci. Il castello sul sito fu costruito come casino di caccia e residenza estiva dal conte Jan Vojtěch Czernin von und zu Chudenitz e il nome dell'edificio deriva probabilmente dal fatto che anticamente gli abitanti pagani qui sacrificavano capre alle loro divinità (capra, in italiano si traduce in ceco kozel). La residenza originaria della famiglia era il castello Štáhlav che non soddisfaceva più le esigenze del periodo e la costruzione venne realizzata negli anni tra il 1784 e il 1789 sotto la direzione dell'architetto Václav Haberditz. A lui si deve la parte residenziale più antica, un semplice edificio a quattro ali a piano terra attorno ad un cortile rettangolare con piano mansardato sopra l'ala sud, con i principali ambienti sociali e le stanze del conte, degli ospiti e del personale. Il nuovo edificio presentava quattro ali a pianta rettangolare regolare. Il maneggio e la cappella svennero realizzati come due corpi di fabbrica composti simmetricamente ai lati del viale d'accesso. Edifici con lo stesso disegno esterno in termini di forma, dimensione, struttura e dettagli differiscono solo nella divisione spaziale interna. Vennero progettati da Johann Ignaz Palliardi e la costruzione fu probabilmente diretta da Václav Haberditz. Dopo i Černín la tenuta passò alla famiglia Valdštejn che fece aggiornare la disposizione del un parco e sotto il castello fu creata una fonderia. Dopo la confisca nel 1945 il sito divenne proprietà dello Stato.

## Descrizione
Il complesso del castello si trova nella parte orientale dell'abitato di a Šťáhlavy, comune della Regione di Plzeň in Repubblica Ceca. Si tratta di un importante insieme di strutture nelle vicinanze di un piccolo laghetto formato dall'edificio principale, di grandi dimensioni a quattro ali con un cortile rettangolare interno con una grande fontana. Le stanze interne erano riscaldate dall'esterno. L'architettura è sobria e corrisponde allo spirito dell'epoca, cioè della fine del XVIII secolo. La facciata è scandita da lesene toscane e finestre rettangolari. L'interno rispecchia le forme esterne, realizzato nello stile di Luigi XVI. La maggior parte delle stanze furono decorate negli anni tra il 1787 e il 1788 da Černín Antonín Tuvora. La decorazione più ricca è nelle stanze di rappresentanza, dove motivi figurati nei medaglioni si alternano a quelli naturali, con uccelli e animali. Nella sala principale si trovano i dipinti murali che raffigurano le altre residenze della famiglia Czernin von und zu Chudenitz. Il castello è un esempio unico del gusto dell'alta nobiltà nella svolta degli stili proprio alla fine del XVIII secolo. Un contrasto particolarmente consapevole tra spazi esterni più ampi possibili e stanze accoglienti e arredate e attrezzate, in cui è chiaramente visibile una rottura di stili sia nell'arredamento che nella pittura. Vi si trovano richiami al tardo rococò e all'inizio del classicismo. Proprio per il valore primario degli interni, tutti i mobili, soprattutto quelli originali, sono estremamente preziosi e importanti.
- Parco. Si tratta di un insieme paesaggistico che utilizza la topografia del terreno e dal punto di vista botanico è uno dei parchi più interessanti del Paese. In origine era un giardino nelle immediate vicinanze del castello che arrivava ai boschi, una riserva naturale. Dopo la costruzione del castello la forma del parco assunse una forma sempre più romantica. Adiacenti alle ali laterali del castello c'erano parterre rettangolari, fiancheggiati da sentieri ondulati. Lungo la strada c'erano gruppi di alberi che terminavano nel prato. Il versante nordorientale, di fronte all'ingresso del castello, era alberato in modo completo. Fu František Xaver France il giardiniere che curò la trasformazione del parco che ci è pervenuta. Le essenze arboree principali sono alberi autoctoni come querce, tigli, ontani, aceri, faggi e abeti rossi, oltre ad altre specie introdotte. Il parco subì una significativa trasformazione dopo il 1945, quando divenne proprietà dello Stato e venne separato dai boschi, che divennero di proprietà di un ente statale. Nella seconda metà del XX secolo la vasta ristrutturazione fu affidata a K. Drhovský. Tra le strutture di interesse nel parco si conserva una casetta in legno e una fontana in ghisa. Il piccolo edificio sorge nel parco a sud del castello in un piccolo avvallamento attraversato da un ruscello. Si tratta di una piccola struttura in legno col tetto in parte a forma di cipolla compressa con copertura a scandole di legno.[5]
- Maneggio. Si tratta di architettura classica di pregio, molto ben conservata e parte integrante del parco del castello. Costruito secondo il progetto dell'architetto Johann Ignaz Palliardi. Facciata d'ingresso sud-est, a due piani con tre assi di finestre. Il piano terra è a fascia poco profonda e bugnata. Nell'asse centrale, l'ingresso è terminato da un arco compresso, incorniciato da uno smusso liscio e semplice con maglie di ingresso rettangolari lisce e un pinnacolo. Al posto della porta si trova un tamponamento decorativo vetrato con telaio in legno. Il piano terra è rifinito con cordone romano, pregevole profilatura sul lato inferiore, altrimenti liscio. Il primo piano presenta un intonaco più grezzo rispetto al piano terra. Le finestre alte e finite ad arco. Nella controfacciata inferiore del tetto vi sono nove abbaini in legno, rivestiti lateralmente in ardesia e corrispondono agli assi delle finestre. I tetti sono a padiglione. La facciata nord ovest è notevolmente abbassata a causa del terreno. La forma delle finestre è la stessa, le aperture sono cieche, la parete liscia intonacata è leggermente arretrata rispetto al paramento murario.[6]
- Cappella di Santa Croce. Si tratta di una pregevole architettura classica posta nel parco. Fu costruita secondo il progetto dell'architetto Johann Ignaz Palliardi, un importante rappresentante dell'architettura del tardo barocco e del primo classicismo. In origine la cappella nobiliare si trovava nell'ala sud-ovest del castello. ha un tetto a padiglione mansardato ricoperto di ardesia. Ai lati dell'ingresso c'è un prato rettangolare liscio con graticcio in legno per piante rampicanti.[7]

### Monumento culturale della Repubblica Ceca
La tutela dei monumenti della Repubblica Ceca considera il complesso di castel Kozel a Šťáhlavy un monumento culturale nazionale tutelato col numero di catalogo 1000141998. Oggetto della tutela sono il castello, la terrazza, il maneggio, la cappella di Santa Croce, la stalla e il parco con tutte le sue costruzioni.